# Soldano/Cornish Guitar Routing System

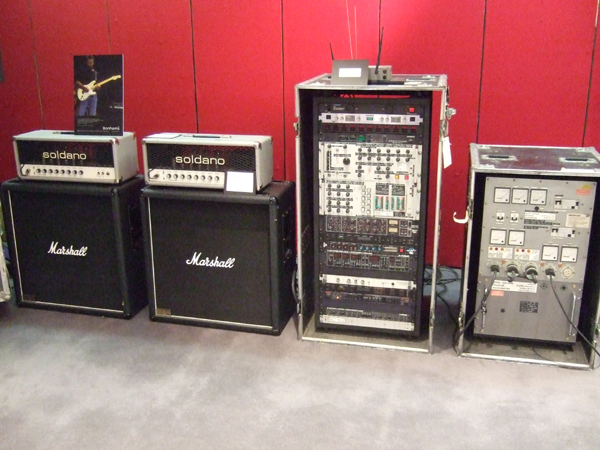
Das System vor der Auktion

Das Soldano/Cornish Guitar Routing System [solˈdɑːnəʊ ˈkɔːnɪʃ ɡɪˈtɑː ˈruːtɪŋ ˈsɪstəm] (englisch für „Soldano/Cornish Gitarren-Lenk-System“) ist ein Gitarrenverstärker- und Effektgerätesystem in ehemaligem Besitz des britischen Rockmusikers Eric Clapton. Es wurde von Michael J. Soldano, Jr und Pete Cornish entwickelt und von Juni 1988 bis 1989 gebaut. Es wurde bekannt, da das Mehrkanal-Tonsystem eines der weltweit komplexesten ist und bei drei Welttourneen von Clapton zum Einsatz kam. Im Jahr 2011 versteigerte Clapton das Rig für sein Drogen- und Rehabilitationscenter – das Crossroads Centre.

## Hintergründe

### Verstärker

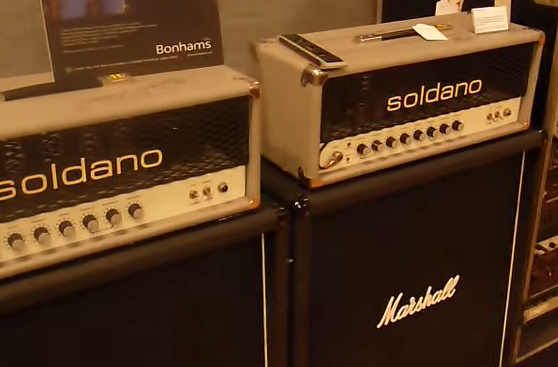
Die beiden modifizierten Soldano SLO-100 Verstärker während einer Präsentation im Jahr 2011

Der US-amerikanische Verstärkerhersteller Michael J. Soldano, Jr bekam im Jahr 1988 den Auftrag, zwei seiner Soldano-SLO-100-Verstärker für Eric Clapton herzustellen. Im November des gleichen Jahres, als Clapton in einem Interview für das japanische Gitarrenmagazin Young Guitar über seine neu erworbenen Soldano-Verstärker befragt wurde, kommentierte er: „Während der Proben spielte ich Verstärker der Fender-Dual-Showman-Reihe. Als ich hörte, wie Mark Knopfler anfing zu proben, war ich von seinem Sound überwältigt. Mir fiel sofort auf, dass nicht seine Gitarre, sondern sein Verstärker für diesen großartigen Klangcharakter verantwortlich ist […]“. Clapton testete Knopflers Verstärker und lobte den „warm[en]“ sowie „rund[en]“ Ton des Klangs. Kurz darauf kontaktierte Clapton den Hersteller Soldano mit der Bitte, zwei dieser Verstärker umgehend für ihn fertigzustellen. Obwohl Clapton von Soldano auf die erste Stelle der Warteliste gesetzt wurde, musste er zwei Monate auf seine Verstärker warten, da jeder Soldano-Verstärker handgefertigt wird und Massenproduktion im Unternehmen strikt verboten ist. Nachdem Clapton seine Verstärker empfing, notierte er: „Soldano war der beste Verstärker für mich. Er ist ein Klassiker.“ Kurz darauf kündigte Clapton an, sein nächstes Studioalbum mit Soldano-Verstärkern aufzunehmen. Im Frühjahr 1994 erklärte Claptons Gitarrentechniker Lee Dickson in einem Interview mit dem Guitar Techniques Magazine: „Genau diese Soldanos sind die originalen Verstärker, die Mike Soldano kurzerhand für uns gebaut hatte. Natürlich haben wir sie gekauft und bezahlt, da Mike alles andere stehen und liegen gelassen hat, um uns die Verstärker schnellstmöglich herzustellen. Eric schenkte ihm dafür eine Signatur-Stratocaster, was, dachten wir, fair war. Eric fragte Mike: ‚Im Gegenzug könntest Du mir doch meine Verstärker signieren?‘ – und das tat er auch. Wir haben zwei, einen als Reserve. Aber ich wechsle sie beide regelmäßig aus, sodass die Elektronenröhren gleichmäßig genutzt werden […]“. Soldano signierte: „Eric, Thank you very, very much + keep on playing those same old blues! Michael J. Soldano“ („Eric, Vielen, vielen Dank und spiel diesen alten Blues weiter! Michael J. Soldano“).

### Effektgeräte

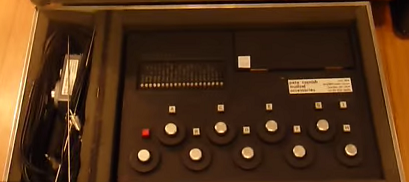
Ein von Pete Cornish entwickelter Fußschalter, mit dem Clapton die Effektgeräte steuern konnte.

Im Jahr 1989 wurde der britische Musikingenieur Pete Cornish von Lee Dickson beauftragt, ein Gitarren-Lenk-System zu entwickeln, das Claptons vorheriges „Bob Bradshaw Schalter-System“ ersetzen könnte und die zwei Soldano SLO-100-Verstärker für Stereo-Klänge beinhaltete. Weiter wollte Clapton mit dem System ohne Mühe eine lang andauernde Welttournee bestreiten und seinen Studio-Sound auch live reproduzieren können. Um dies zu gewährleisten, mussten Pete Cornish und seine Ehefrau Lynda sämtliche Kontrollgeräte für die Mono-Effektgeräte entwickeln und die Stromversorgung für das System individuell entwerfen. Cornish erinnerte sich an seine Arbeit an dem System: „Wir haben zunächst gesehen, dass alle Effektgeräte mit Ausnahme des Wah-Wah-Pedals Stereo-Effekte gewesen sind und somit ein Volumen von +4dBm benötigen. […] Es ist nicht ratsam eine Gitarre an solche Geräte anzuschließen. Deshalb haben wir uns dazu entschieden, alle Effekte zwischen die Vorverstärker und Endstufen der Soldanos zu lenken. Das war im Nachhinein nicht praktikabel, da der Endstufen-Anschluss +23dBm generierte, wir jedoch weiterhin +4dBm benötigten. Also bauten wir eine weitere Verzerrstufe in die Verstärker ein. Da die Verstärker sowieso nochmal zu Soldano mussten, haben wir Mike gebeten, diese Stufe zu perfektionieren. Außerdem half er uns dabei, das Mastervolumen auf +4dBm einzustellen. […] Ein weiteres Problem bestand darin, alle Effektgeräte aneinander anzuschließen, da manche Stereo- aber manche auch Mono-Ausgänge besaßen. Wir mussten also alle Effekte in ein isoliertes und ausgeglichenes Signal des SLO-100s lenken, damit Clapton zwischen den ‚Clean‘-, ‚Crunch‘- und ‚Lead‘-Kanälen wechseln konnte, ohne die Effekte des Racks zu verlieren […]“. Die Effekte wurden von Dickson hinter der Bühne vorprogrammiert und von Clapton per Fußtaster selektiv ausgewählt. Insgesamt konnten 20 verschiedene Sounds ausgewählt werden. Zwei Lautstärkepedale der Firma Ernie Ball Incorporation nutzte Clapton nie. Die Kosten für das Cornish-System beliefen sich auf rund 50.000 Pfund.

## Technische Details
| Bezeichnung      | Hersteller   | Modell / Element                               | Verwendung                                            | S/N      |
| ---------------- | ------------ | ---------------------------------------------- | ----------------------------------------------------- | -------- |
| Lautsprecher     | Marshall     | 2× Bass (Straight) 4×12″ Cabs; EV12Ls speakers | 2× gerade Bass 4×12″ Boxen; EV12L Lautsprecher        | N/A      |
| Signal-Lenkung   | Samson       | 2× BR-3 Wireless Receiver                      | 2× Kabellose Empfänger des Gitarren-Signals           | 01904/32 |
| Stromversorgung  | Pete Cornish | Automatic Voltage Stabilizer                   | Automatische Strom-Stabilisierung                     | 199      |
| Verstärker       | Soldano      | 2× SLO-100                                     | Gitarrenverstärker                                    | 88043EC  |
| Verstärker       | Soldano      | 2× SLO-100                                     | Gitarrenverstärker                                    | 88044EC  |
| Lenk-Element (A) | Pete Cornish | 2× Receiver Inputs                             | 2× Eingänge für die Wireless Receiver                 | 200A     |
| Lenk-Element (A) | Pete Cornish | 2× Auxiliary Inputs                            | 2× PS/2-Schnittstelle                                 | 200A     |
| Lenk-Element (A) | Pete Cornish | Clean D.I. with Mute                           | Direkteingang für den „Clean“-Kanal mit Gate          | 200A     |
| Lenk-Element (A) | Pete Cornish | Preamp D.I. with Mute                          | Direkteingang für den Vorverstärker mit Gate          | 200A     |
| Lenk-Element (A) | Pete Cornish | Effects D.I. (Left; Right)                     | Direkter Effekteingang für linke und rechte Box       | 200A     |
| Lenk-Element (A) | Pete Cornish | Send – Return (Drawmer Tube Compressor)        | Effektschleife für Drawmer Tube Compressor            | 200A     |
| Lenk-Element (A) | Pete Cornish | Send – Return (Soldano SLO-100)                | Effektschleife für Soldano SLO-100-Verstärker         | 200A     |
| Lenk-Element (A) | Pete Cornish | Remote – Local (Wah-Wah; Volume Pedal)         | Effektschleife für Wah-Wah- und Lautstärkepedal       | 200A     |
| Lenk-Element (A) | Pete Cornish | Send – Return Roland SDE-3000 Delay            | Effektschleife für Roland SDE-3000                    | 200A     |
| Lenk-Element (A) | Pete Cornish | Send – Return TC Spatial Expander              | Effektschleife für TC Spatial Expander                | 200A     |
| Lenk-Element (A) | Pete Cornish | Return – Output to S/N: 200B                   | Ein- und Ausgang zum Lenk-System S/N 200B             | 200A     |
| Lenk-Element (A) | Pete Cornish | Auxiliary Output (Left; Right)                 | Extra-Ausgänge linke und rechte Box                   | 200A     |
| Lenk-Element (A) | Pete Cornish | Linear Boost with Bypass                       | Extra-Volumen mit An/Aus-Schaltung                    | 200A     |
| Lenk-Element (A) | Pete Cornish | Output to Soldano SLO-100 Poweramp             | Klinkenausgang zu den Soldano SLO-100 Endstufen       | 200A     |
| Lenk-Element (A) | Pete Cornish | Master Volume Control                          | Kontrolle über Mastervolumen-Einstellung              | 200A     |
| Lenk-Element (A) | Pete Cornish | Clean – Lead Control (Soldano SLO-100)         | Kontrollschalter über „Clean“- und „Lead“-Kanal       | 200A     |
| Lenk-Element (A) | Pete Cornish | LED Guitar Level Display                       | LED-Anzeige über die aktuelle Gitarrenlautstärke      | 200A     |
| Lenk-Element (A) | Pete Cornish | Stereo – Mono Switch                           | Schalter zwischen Mono- und Stereo                    | 200A     |
| Lenk-Element (A) | Pete Cornish | Tuner Inputs (1; 2; Dickson; Clapton)          | Stimmgerät-Anschluss (Eingang 1; 2; Dickson; Clapton) | 200A     |
| Lenk-Element (B) | Pete Cornish | Output to S/N: 200A                            | Ausgang zu Lenk-System S/N 200A                       | 200B     |
| Lenk-Element (B) | Pete Cornish | Send – Return Yamaha SPX90                     | Effektschleife für Yamaha SPX90                       | 200B     |
| Lenk-Element (B) | Pete Cornish | Send – Return Dyno-My-Piano Tri-Stereo Chorus  | Effektschleife für Dyno-My-Piano Tri-Stereo Chorus    | 200B     |
| Lenk-Element (B) | Pete Cornish | Send – Return TC2290                           | Effektschleife für TC2290                             | 200B     |
| Lenk-Element (B) | Pete Cornish | Send – Return Dynacord CLS 222                 | Effektschleife für Dynacord CLS 222                   | 200B     |
| Lenk-Element (B) | Pete Cornish | Send – Return Yamaha GEP 50                    | Effektschleife für Yamaha GEP 50                      | 200B     |
| Lenk-Element (B) | Pete Cornish | 10×20 Pin Matrix                               | Effekt-Voreinstellung für Dickson                     | 200B     |
| Lenk-Element (B) | Pete Cornish | Local Switches for FX Selection                | Eingänge für weitere Fußschalter                      | 200B     |
| Lenk-Element (B) | Pete Cornish | Dry Mute (Left; Right)                         | Gate für „Dry“-Kanal linke und rechte Box             | 200B     |

## Verwendung
Das erste Mal benutzte Clapton das System während der Aufnahmearbeiten für sein elftes Studioalbum Journeyman im Jahr 1989. Zwischen Januar 1990 und März 1991 verwendete Clapton sein Rig für die gesamte Journeyman World Tour auf allen fünf Kontinenten. Mitschnitte der Konzerte aus der Londoner Royal Albert Hall erschienen am 8. Oktober 1991 auf dem Live-Album, der VHS und DVD 24 Nights, wo das System ebenfalls im Video festgehalten wurde. Als die Aufnahmen für die Orchesternächte gemacht wurden, mussten die Verstärker vollständig isoliert werden, da das „Monster-Setup“ zu laut für die Ohren der Orchestermusiker war, so Gitarrentechniker Dickson im Jahr 2013 im Interview mit Premier Guitar. Kritiker bezeichneten Claptons Gitarrensound während 24 Nights als „rockig“ und „verzerrt bluesig“. Der US-amerikanische Bluesrockmusiker Joe Bonamassa bezeichnet den Sound „als einen der besten Clapton-Sounds, die es jemals gab“. Ende 1991 nutzte Clapton das Equipment für einige Konzerte mit George Harrison in Japan. Während der Eric Clapton World Tour im Jahr 1992 und Aufnahmesession für die Single Runaway Train mit Elton John verwendete Clapton das Setup ein weiteres Mal.
| Normal / Preamp           | 8  | (Preamp – Normaler Kanal)          |
| Overdrive / Preamp        | 3  | (Preamp – Verzerrter Kanal)        |
| Bass                      | 11 | (Bass-Frequenz)                    |
| Middle                    | 11 | (Mitten-Frequenz)                  |
| Treble                    | 3  | (Höhen-Frequenz)                   |
| Presence                  | 4  | (Präsenz)                          |
| Normal Volume / Master    | 10 | (Mastervolumen – Normaler Kanal)   |
| Overdrive Volume / Master | 7  | (Mastervolumen – Verzerrter Kanal) |

Das letzte Mal verwendete Clapton das System für Aufnahmen seines Bluesalbums From the Cradle von 1994 in den Olympic Studios. Clapton steckte dabei seine Gitarre – manchmal ohne das Effektrack – direkt an den Verstärker an, um ein direktes und klares Signal zu gewährleisten. Während der From the Cradle World Tour kam das Rig das letzte Mal zum Einsatz. (Siehe Abbildung für Klangeinstellung).
Dickson erinnerte sich während eines Interviews mit Tonequest: „Als wir Anfang des Jahres ’98 mit den Pilgrim-Sessions begannen, bat mich Eric in seinem Lager nachzusehen, um eine alte Akustikgitarre zu finden, die er gern auf dem Album hören möchte. Ich habe stundenlang gesucht, bis ich sie endlich fand. Sie lag in einem schwarzen Koffer direkt hinter den beiden Soldano-Marshall-Stacks. Ich habe mir das Rig einmal angesehen, habe aber gemerkt, dass viele Teile verloren gegangen sind, aber erinnerte mich sofort an die tolle Zeit, die wir in den frühen 1990er Jahren hatten. […] Ich fuhr mit der Gitarre zurück zu Eric und erzählte ihm von meinem Erlebnis. […] Eric fragte, ob ich nicht das System mit ins Studio bringen könne. Ich lehnte ab und erklärte ihm, dass viele Teile fehlen und Pete [Cornish] nicht zu erreichen wäre. Eric antwortete: “Okay, ist nicht so wichtig…” (“Okay, it’s not that important…”). […]“.
Als die britische Rockband Cream im Jahr 1993 in die Rock and Roll Hall of Fame aufgenommen wurde, verwendete Clapton zwar einen Stack über zwei Soldano-4×12″-Boxen und einem Soldano SLO-100-Topteil in der Optik „White Bronco“, jedoch handelte es sich dabei nicht um die originalen, modifizierten Verstärker. Sein Effektsystem kam an diesem Abend nicht zum Einsatz. Obwohl Clapton während der Proben für sein Konzert im Londoner Hyde Park 1996 die Verstärker benutzte, verwendete er sie für das eigentliche Konzert und den Konzertfilm Live in Hyde Park nicht.

## Versteigerung
„Als ich meine letzte Zeit mit Eric verbrachte, sah er sich oft alte Live-Aufnahmen aus den 1990er Jahren an. 24 Nights sowie unveröffentlichte Mitschnitte von den Konzerten bis 1995 gehörten ebenfalls dazu. Er war erstaunt über seine physikalische Leistung auf der Gitarre – seine Schnelligkeit auf dem Instrument – und war fasziniert von dem Klang seiner Gitarre. Er fragte mich mehrmals, wie ich ihm so einen ‚genialen Ton‘ verpasst hätte. Ich antwortete: ‚Es war das Rig von Mike und Pete…‘. Als Eric die Namen fallen hörte, denke ich, war ihm alles klar. […] Er wollte diesen natürlichen, alten und massiven Ton zurück. Umgehend kontaktierte er Pete [Cornish], um fehlende Teile zu ergänzen und den Sound ein weiteres mal zum Leben zu erwecken […]“, so Dickson im Jahr 2010. Im Jahr 2008 erneuerte Pete Cornish das Racksystem mit Effekten sowie die Anschlüsse des Systems, um einen besseren Ton und einen klareren Signalfluss zu erzeugen.
Am 3. September 2011 ab 13 Uhr versteigerte Clapton das dritte Mal einen Teil seiner Gitarren für das Crossroads Centre auf Antigua. Verantwortlich für die Versteigerung des Systems mit der Losnummer 91 war das Auktionshaus Bonhams. Der offizielle Titel für das Setup lautete: „A pair of 1988 Soldano SLO-100 and a 1989 Pete Cornish Guitar Routing System with a pair of Marshall 1960B speaker cabinets Soldano SLO-100s: Serial Nos. 88043EC and 88044EC (with stickers Nos. 1 and 2 respectively)“. Verkauft wurde das Rig für insgesamt 32.940 US-Dollar (29.405 Euro) inklusive des Auktionszuschlags. Joe Bonamassa erklärte während einer Episode des Online-Radios The Pickup Radio, dass er das Rig fast gekauft hätte, es jedoch nicht ersteigern konnte, da ein russischer Oligarch-Milliardär, der Teil einer in Russland auftretenden Eric-Clapton-Tribute-Band ist, jedes Objekt der Auktion gekauft habe.
Die Auktions-Mitarbeiterin Carey Wallace notierte, dass Clapton „den Verkauf seines geliebten Racksystems nur schwer verkraftet“ habe, da er „so viele unglaublich atemberaubende Abenteuer mit dem Setup erlebt […]“ habe. Weiter stellte Wallace fest, dass Clapton „sein elektronisches Verstärker- und Effekteequipment genau so liebe wie seine raren und bedeutsamen Gitarren“. „Ich habe vielleicht zwei Minuten mit Eric reden können, nachdem die Versteigerung vollendet wurde. Er verfolgte das Geschehen im Internet am Computer. Er sagte mir, dass er alle Lose sehr vermissen werde, es jedoch besser für ihn selbst ist, etwas Gutes mit dem Erlös zu tun […]“.